# NGC 414
NGC 414 este o pereche de două galaxii lenticulare (PGC 4254 și PGC 93079) situată în constelația Peștii. A fost descoperită în 22 octombrie 1867 de către Herman Schultz.